# 찰리 윌슨
찰스 네스빗 윌슨(Charles Nesbitt Wilson, 1933년 6월 1일 ~ 2010년 2월 10일)은 미국의 정치가이자 해군 장교로 텍사스 제2 하원의원 선거구에서 12선으로 민주당 (미국) 의원을 지냈다. 윌슨은 소련-아프가니스탄 전쟁 중 카터와 레이건 행정부가 아프가니스탄 무자헤딘에 군사 장비를 공급한 역대 최대 규모의 중앙정보국(CIA) 비밀 작전인 사이클론 작전을 의회를 주도한 것으로 가장 잘 알려져 있다. 그의 비하인드 스토리 캠페인은 조지 크라일 3세(George Crile III)가 쓴 논픽션 책 "Charlie Wilson's War: The Extraordinary Story of the Largest Covert Operation in History"(조지 크라일 3세)와 후속 영화 찰리 윌슨의 전쟁(톰 행크스가 연기)의 주제였다.

## 같이 보기
- 특수활동센터

## 역대 선거 결과
| 선거명      | 직책명                       | 대수  | 정당   | 득표율  | 득표수    | 결과 | 당락                   |
| ----------- | ---------------------------- | ----- | ------ | ------- | --------- | ---- | ---------------------- |
| 1960년 선거 | 하원의원 (텍사스 제18선거구) | 57대  | 민주당 | 0%      | 표        | 1위  | 텍사스주 하원의원 당선 |
| 1962년 선거 | 하원의원 (텍사스 제6선거구)  | 58대  | 민주당 | 0%      | 표        | 1위  | 텍사스주 하원의원 당선 |
| 1964년 선거 | 하원의원 (텍사스 제6선거구)  | 59대  | 민주당 | 0%      | 표        | 1위  | 텍사스주 하원의원 당선 |
| 1966년 선거 | 상원의원 (텍사스 제3부)      | 60대  | 민주당 | 0%      | 표        | 1위  | 텍사스주 상원의원 당선 |
| 1968년 선거 | 상원의원 (텍사스 제3부)      | 61대  | 민주당 | 0%      | 표        | 1위  | 텍사스주 상원의원 당선 |
| 1970년 선거 | 상원의원 (텍사스 제3부)      | 62대  | 민주당 | 0%      | 표        | 1위  | 텍사스주 상원의원 당선 |
| 1972년 선거 | 하원의원 (텍사스 제2선거구)  | 93대  | 민주당 | 73.81%  | 100,345표 | 1위  | 텍사스주 하원의원 당선 |
| 1974년 선거 | 하원의원 (텍사스 제2선거구)  | 94대  | 민주당 | 100.00% | 57,096표  | 1위  | 텍사스주 하원의원 당선 |
| 1976년 선거 | 하원의원 (텍사스 제2선거구)  | 95대  | 민주당 | 95.04%  | 133,910표 | 1위  | 텍사스주 하원의원 당선 |
| 1978년 선거 | 하원의원 (텍사스 제2선거구)  | 96대  | 민주당 | 70.09%  | 66,986표  | 1위  | 텍사스주 하원의원 당선 |
| 1980년 선거 | 하원의원 (텍사스 제2선거구)  | 97대  | 민주당 | 69.25%  | 142,496표 | 1위  | 텍사스주 하원의원 당선 |
| 1982년 선거 | 하원의원 (텍사스 제2선거구)  | 98대  | 민주당 | 94.26%  | 91,762표  | 1위  | 텍사스주 하원의원 당선 |
| 1984년 선거 | 하원의원 (텍사스 제2선거구)  | 99대  | 민주당 | 59.26%  | 113,225표 | 1위  | 텍사스주 하원의원 당선 |
| 1986년 선거 | 하원의원 (텍사스 제2선거구)  | 100대 | 민주당 | 56.76%  | 78,529표  | 1위  | 텍사스주 하원의원 당선 |
| 1988년 선거 | 하원의원 (텍사스 제2선거구)  | 101대 | 민주당 | 87.67%  | 145,614표 | 1위  | 텍사스주 하원의원 당선 |
| 1990년 선거 | 하원의원 (텍사스 제2선거구)  | 102대 | 민주당 | 55.57%  | 76,974표  | 1위  | 텍사스주 하원의원 당선 |
| 1992년 선거 | 하원의원 (텍사스 제2선거구)  | 103대 | 민주당 | 56.13%  | 118,625표 | 1위  | 텍사스주 하원의원 당선 |
| 1994년 선거 | 하원의원 (텍사스 제2선거구)  | 104대 | 민주당 | 57.04%  | 87,709표  | 1위  | 텍사스주 하원의원 당선 |